# 8856 Celastrus
8856 Celastrus eller 1991 LH1 är en asteroid i huvudbältet som upptäcktes den 6 juni 1991 av den belgiske astronomen Eric W. Elst vid La Silla-observatoriet. Den är uppkallad efter växten Celastrus.